# 邻苯二甲酸单丁酯
邻苯二甲酸单丁酯（英語：Monobutyl phthalate，缩写MBP）是一种结构简式为CH3(CH2)3OOCC6H4COOH的有机化合物，常温下为白色固体。MBP为邻苯二甲酸二丁酯在人体内的主要初级代谢产物。和其它许多邻苯二甲酸酯一样，MBP也是一种内分泌干扰物，可影响生殖系统功能。
MBP同时也是邻苯二甲酸丁苄酯的次要初级代谢产物（少于邻苯二甲酸单苄酯），MBP会继续水解为邻苯二甲酸和1-丁醇。